# Émile Boisacq
Émile Boisacq, né à Namur le 26 novembre 1865 et mort à Ixelles le 2 juin 1945, est un linguiste belge.

## Biographie
Après avoir fait ses études secondaires à l’Athénée de Namur, sa ville natale, Boisacq conquit brillamment le grade de docteur en philologie classique à l’Université libre de Bruxelles. Ses recherches personnelles le mirent en contact avec la grammaire comparée dont il fut dès lors un adepte enthousiaste avant d’en devenir rapidement un maître.
En 1891 il présenta une thèse d’agrégation spéciale à l’Université de Bruxelles : Dialectes doriens, phonétique et morphologie. Il s'agit d'une étude approfondie de dialectologie grecque qui fait encore aujourd’hui autorité. Cette thèse lui valut une bourse de voyage qui lui permit de visiter, pendant deux ans, les écoles de Heidelberg et de Paris ; il y reçut les enseignements des maîtres allemands Hermann Osthoff et Ludwig Sütterlin, et des Français Michel Bréal, Victor Henry et Antoine Meillet. Cette formation allait lui permettre d’embrasser avec maîtrise le vaste domaine des langues indo-européennes et d’étudier avec rigueur le mécanisme délicat et complexe des faits linguistiques.
Pour gagner sa vie, il postula pour être professeur d'enseignement secondaire, et il fut envoyé au Collège communal de Virton comme enseignant de la classe de troisième latine.
Pendant ses heures de loisirs, il empruntait quand il le pouvait des documents à des collections étrangères, se créant le plus souvent sur ses économies la bibliothèque indispensable à ses travaux, et il commença à recueillir les innombrables matériaux du grand monument qui allait devenir l'œuvre de sa vie : un examen critique, exhaustif des origines du vocabulaire hellénique.
En 1895, il fut nommé à l’Université libre de Bruxelles, pour enseigner la philologie latine ou l’archéologie classique, ce qui n’avait que peu de rapport avec la linguistique indo-européenne.
Néanmoins, tout en étant un excellent professeur, il ne cessa jamais de poursuivre ses travaux ; pas à pas, il réussit à donner à la publication en 1907, les premiers feuillets de son Dictionnaire étymologique de la langue grecque, le « Boisacq », bien connu de tous les hellénistes.
Il reçut de nombreuses récompenses, comme le Prix Volney décerné en 1919, la plus haute récompense que l’Institut de France puisse attribuer à la linguistique.
En 1934 il écrivit la préface du Dictionnaire wallon-français (dialecte de Namur) de Léon Pirsoul. En 1929, il fut élu à l’Académie royale de langue et de littérature françaises de Belgique. À l'occasion de sa retraite, on lui remit les Mélanges Boisacq, recueil de ses principaux travaux. Il mourut le 2 juin 1945.

## Principaux ouvrages
- Dictionnaire étymologique de la langue grecque, 1907-1916.

## Sources
- Leroy Maurice, « Émile Boisacq (1865-1945) » in Revue belge de philologie et d’histoire, tome 24, 1945. pp. 673–678.